# Выборы губернатора Чукотского автономного округа (2023)
Выборы губернатора Чукотского автономного округа состоялись в Чукотском автономном округе 8—10 сентября 2023 года в единый день голосования.

## Предыстория
В июле 2008 года тогдашний губернатор Чукотского автономного округа Роман Абрамович подал в отставку, после чего президент России Дмитрий Медведев назначил на его место заместителя губернатора Романа Копина. Спустя неделю Копин был единогласно избран на должность губернатора депутатами Думы Чукотского автономного округа. После возвращения прямых выборов губернатора Копин переизбрался на второй срок в 2013 году, набрав 79,84 % голосов избирателей. В 2018 году Копин переизбрался на третий срок, набрав всего 57,83 % голосов, проиграв кандидату от ЛДПР Юлии Бутаковой в столице округа Анадыре и едва не вызвав второй тур.
К 2023 году длительность губернаторского срока Копина и отсутствие заметных достижений привели к предположениям о его возможной отставке. В начале 2023 года ходили слухи, что губернатор рассматривает возможность отказа от участия в выборах на четвёртый срок. 15 марта Роман Копин обратился к президенту Владимиру Путину с просьбой об отставке, которая была удовлетворена. После этого Путин назначил исполняющим обязанности губернатора Чукотского автономного округа первого вице-премьера Луганской Народной Республики Владислава Кузнецова.

## Кандидаты
| Кандидат            | Деятельность/должность (на момент выдвижения)                                        | Субъект выдвижения  | Статус           | Кандидаты в Совет Федерации |
| ------------------- | ------------------------------------------------------------------------------------ | ------------------- | ---------------- | --- |
| Юлия Бутакова       | депутат Думы Чукотского автономного округа, кандидат в губернаторы Чукотки 2018 года | ЛДПР                | зарегистрирована | - Наталья Антонова, экономист - Ольга Ведутенко, начальник отдела организации государственных закупок Аппарата Думы Чукотского автономного округа - Наталья Перфильева, главный бухгалтер учреждений социального обслуживания населения Анадырского района |
| Владимир Гальцов    | депутат Думы Чукотского автономного округа                                           | КПРФ                | зарегистрирован  | - Семён Верещагин, капитан Росгвардии - Анна Першина, врач-ветеринар - Елена Ярыгина, помощник депутата Государственной Думы Николая Харитонова |
| Владислав Кузнецов  | исполняющий обязанности губернатора Чукотского автономного округа                    | Единая Россия       | зарегистрирован  | - Надежда Гребцова, председатель исполнительного комитета Чукотского регионального отделения «Единой России» - Анна Отке, действующий сенатор от Чукотского автономного округа - Пётр Климов, депутат Думы Чукотского автономного округа                   |
| Александр Семериков | директор регионального отделения «Почты России»                                      | Справедливая Россия | зарегистрирован  | - Ксения Берёзкина, кассир «Почты России» - Марина Кощегулова, сотрудник «Сбербанка» - Анна Лобанова, заместитель руководителя аппарата Думы Чукотского автономного округа                                                                                 |

## Результаты
| Место                       | Место                       | Кандидат                    | Партия                      | Голосов | %       |
| --------------------------- | --------------------------- | --------------------------- | --------------------------- | ------- | ------- |
|                             | 1.                          | Владислав Кузнецов          | Единая Россия               | 11 541  | 72,34 % |
|                             | 2.                          | Юлия Бутакова               | ЛДПР                        | 2527    | 15,84 % |
|                             | 3.                          | Владимир Гальцов            | КПРФ                        | 835     | 5,23 %  |
|                             | 4.                          | Александр Семериков         | Справедливая Россия         | 661     | 4,14 %  |
| Действительных бюллетеней   | Действительных бюллетеней   | Действительных бюллетеней   | Действительных бюллетеней   | 15 564  | 97,56 % |
| Недействительных бюллетеней | Недействительных бюллетеней | Недействительных бюллетеней | Недействительных бюллетеней | 390     | 2,44 %  |
| Всего                       | Всего                       | Всего                       | Всего                       | 15 954  | 100 %   |
|                             |                             |                             |                             |         |         |
| Явка                        | Явка                        | Явка                        | Явка                        | 15 954  | 53,42 % |
| Общее число избирателей     | Общее число избирателей     | Общее число избирателей     | Общее число избирателей     | 29 865  |         |

| Округ              | Владислав Кузнецов | Владислав Кузнецов | Юлия Бутакова | Юлия Бутакова | Владимир Гальцов | Владимир Гальцов | Александр Семериков | Александр Семериков |
| Округ              | #                  | %                  | #             | %             | #                | %                | #                   | %                   |
| ------------------ | ------------------ | ------------------ | ------------- | ------------- | ---------------- | ---------------- | ------------------- | ------------------- |
| Анадырь            | 2 135              | 51,21              | 1 364         | 32,72         | 280              | 6,72             | 274                 | 6,57                |
| Анадырский район   | 2 063              | 75,07              | 371           | 13,5          | 137              | 4,99             | 120                 | 4,37                |
| Билибинский район  | 1 807              | 79,05              | 226           | 9,89          | 115              | 5,03             | 67                  | 2,93                |
| Иультинский район  | 1 674              | 79,56              | 192           | 9,13          | 104              | 4,94             | 75                  | 3,56                |
| Провиденский район | 1 245              | 91,14              | 40            | 2,93          | 37               | 2,71             | 20                  | 1,46                |
| Чаунский район     | 1 446              | 80,16              | 164           | 9,09          | 95               | 5,27             | 63                  | 3,49                |
| Чукотский район    | 1 170              | 79,27              | 170           | 11,52         | 67               | 4,54             | 42                  | 2,85                |